# 席哈納
席哈納（穆麟德轉寫：sihana），滿洲人，清朝政治人物、清朝禮部尚書。
曾任禮部右侍郎。康熙四十年十月壬申（1701年11月18日），接替席爾達，擔任清朝禮部尚書，康熙四十一年九月己巳（1702年11月10日），遷文淵閣大學士。由席爾達接任禮部尚書。四十七年（1708年）正月席哈纳休致。